# Ескапізм

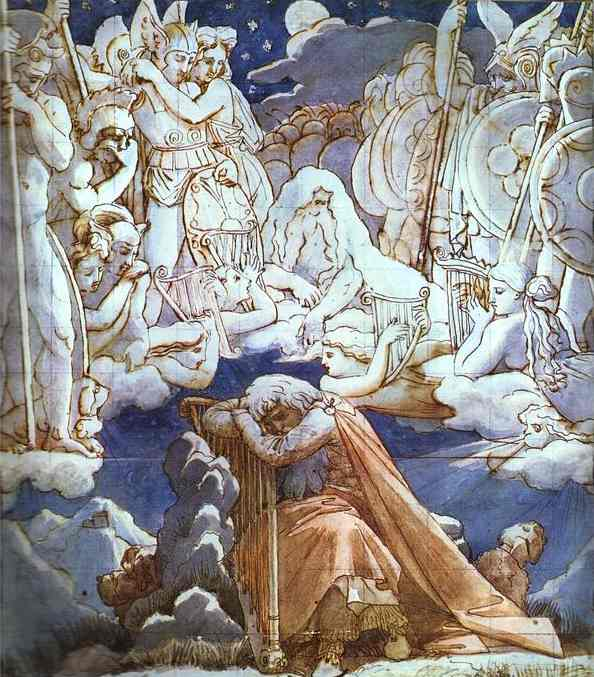
Пісні Оссіана (худ. Жан-Огюст-Домінік Енгр)

Ескапі́зм (від англ. escape — втеча; втекти, врятуватись) — втеча від дійсності, втрата реальності.
У психології та психіатрії — важливий захисний механізм людської психіки, характерними для якого є бажання ухилитися, втекти, сховатися від безрадісних фізичних і психічних аспектів реального життя в світі примарному, вигаданому. Може бути симптомом деяких психічних розладів.
У нефахово-науковому, але ширшому тлумаченні — прагнення особистості поринути у світ ілюзій, фантазій. Також — поведінка, світогляд або стиль життя, що замінює реальні відносини зі світом уявлюваним.